# Bultaco

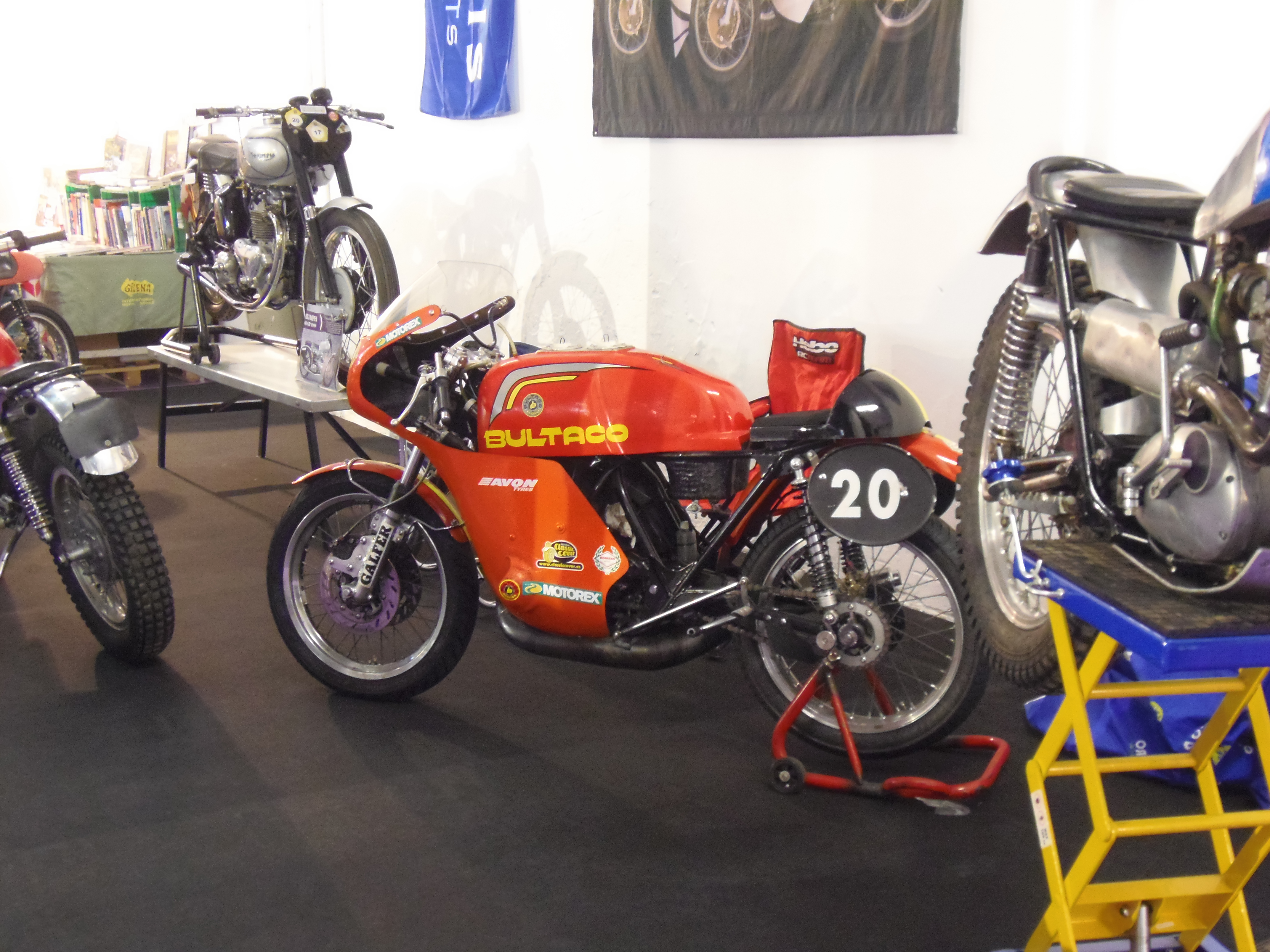
Bultaco 360 1972

La Bultaco è stata una casa motociclistica spagnola attiva dal 1958 al 1983.

## Storia
Alcune settimane dopo la sua uscita dalla Montesa, di cui era cofondatore, Paco Bultó (tra l'altro anche nonno del famoso pilota di Moto GP Sete Gibernau) ricevette la visita di una dozzina di meccanici del reparto corse Montesa che lo esortarono a fondare una nuova casa motociclistica. Nacque così la Bultaco, con sede a Barcellona, per la cui denominazione venne utilizzando il nominativo del recapito telex di Paco Bultó.
Già all'inizio del 1959 fu in grado di presentare il suo primo modello, la "Tralla", precursore di un altro modello stradale, la "Metralla", che venne mantenuto in produzione per vari anni.

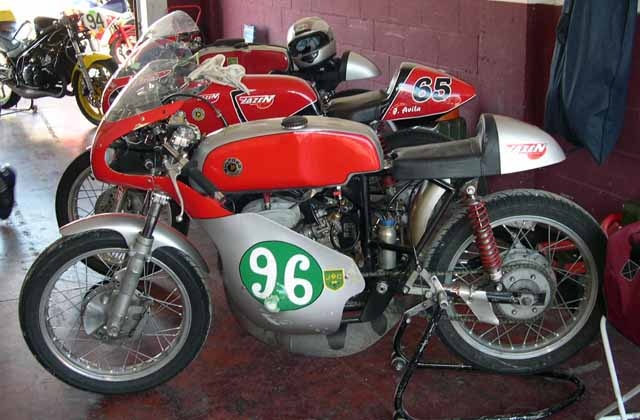
Bultaco TSS 250 da competizione, derivata dalla Metralla

Per quanto la sua produzione spaziasse anche sulle due ruote sportive destinate all'utilizzo su strada, la sua maggiore notorietà in campo internazionale gli venne dai modelli destinati al fuoristrada e al trial, in particolare dalla Sherpa. Con questo modello la Bultaco rivoluzionò proprio il mondo del trial agonistico fino allora dominato dai marchi britannici con moto equipaggiate da motore a quattro tempi; la Sherpa era infatti dotata di un motore a due tempi. Si aggiudicò il campionato mondiale di trial per cinque anni consecutivi dal 1975 al 1979.
Nel campo delle competizioni motociclistiche su pista del motomondiale l'azienda catalana si distinse particolarmente nelle piccole cilindrate, conquistando, grazie a piloti come Ángel Nieto e Ricardo Tormo, i titoli mondiali della Classe 50 negli anni 1976, 1977, 1978 e 1981.
Per quanto riguarda la produzione di serie, venne una prima volta sospesa nel 1979 a causa di agitazioni sindacali per poi riprendere nuovamente l'anno successivo e protrarsi sino al 1983, anno in cui la fabbrica chiuse definitivamente.
I diritti per l'uso del marchio vennero in seguito acquistati dalla Sherco e usati fino al 2001 per poi cadere nell'oblio fino al 2014 quando viene annunciata la prossima produzione di una serie di motoveicoli elettrici utilizzando il nome storico.
Il logo a pollice alzato caratteristico della Bultaco è stato presente ancora per diversi anni sulle tute da gara del pilota Gibernau, nipote del famoso fondatore.

## Modelli prodotti
- Bultaco 49 (1970)
- Bultaco Alpina (1970 - 1979)
- Bultaco Astro (1971)
- Bultaco Bandido
- Bultaco Brinco (1973)
- Bultaco Campera (1961)
- Bultaco Chispa (1974 - 1982)
- Bultaco Conquistador (1967)
- Bultaco El Bandido (1968)
- Bultaco El Montadero (1969 - 1972)
- Bultaco El Tigre (1969)
- Bultaco Frontera (1973 - 1978)
- Bultaco Junior (1966)
- Bultaco Lobito (1967 - 1976)
- Bultado Matador (1965 - 1972)
- Bultaco Mercurio (1960)
- Bultaco Metisse (1964)
- Bultaco Metralla (1962 - 1979)
- Bultaco Pursang (1965 - 1978)
- Bultaco Saturno (1964)
- Bultaco Senior
- Bultaco Sherpa (1964 - 1981)
- Bultaco Suecia (1966)
- Bultaco Streaker (1977)
- Bultaco Tiron (1971)
- Bultaco Tralla (1959)
- Bultaco TS/TSS (1960 - 1970)